# Pizza
Pizza ili pica jelo je koje potječe iz talijanske kuhinje (posebno iz napuljskog područja), a obično se sastoji od ravne podloge od dizanog tijesta na bazi pšeničnog brašna, prelivene rajčicom, sirom i drugim sastojcima, te pečene na visokoj temperaturi, tradicionalno u peći na drva.
Pojam pizza prvi se puta bilježi 997. godine u latinskom rukopisu iz grada Gaete na jugu Italije, u Laciju, na granici s Kampanijom. Raffaele Esposito često se navodi kao tvorac suvremene pizze u Napulju. Godine 2009. napuljska pizza registrirana je pri Europskoj uniji kao zajamčeno tradicionalni specijalitet (TSG). Umijeće pripreme napuljske pizze uvršteno je 2017. godine na UNESCO-ov popis nematerijalne svjetske kulturne baštine.
Pizza i njezine razne inačice ubrajaju se među najpopularnija jela na svijetu. Pizzu poslužuju razne vrste restorana – specijalizirane pizzerije, restorani mediteranske kuhinje, putem dostave, ali i kao ulična hrana. U Italiji se pizza u restoranima poslužuje nerazrezana i jede se priborom: nožem i vilicom. U neformalnim prilikama obično se reže na kriške koje se jedu rukama. Pizza se također prodaje u prodavaonicama u raznim oblicima: smrznuta ili svježa, a priprema se u kućnim pećnicama.

## Etimologija
Najstarija zabilježena upotreba riječi pizza potječe iz svibnja 997. godine, a pojavljuje se u Codex diplomaticus Caietanus, latinskom notarskom dokumentu iz grada Gaete, koji je tada još uvijek bio dio Bizantskog Carstva. U tekstu se navodi kako najamnik određenog posjeda mora godišnje na Božić dati biskupu Gaete duodecim pizze („dvanaest pizza”), svinjski but i bubreg, te na Uskrs također dvanaest pizza i nekoliko kokoši.
Predložena etimološka tumačenja uključuju sljedeće:
- Bizantskog grčkog i kasnolatinskog porijekla riječ pitta > pizza, usp. s današnjim grčkim pitta (vrsta kruha) i talijanskim pitta iz regija Apulije i Kalabrije (tada dio Bizantske Italije),[14] što se odnosi na okrugli, ravni kruh pečen na visokoj temperaturi, ponekad s dodacima. Riječ pitta može se dalje pratiti do starogrčke riječi πικτή (pikte), što znači „fermentirano tijesto”, koja je u latinskom postala picta, ili pak do riječi πίσσα (pissa, atički oblik: πίττα, pitta).[15][16]
- Etimološki rječnik talijanskog jezika objašnjava riječ kao izvedenicu iz dijalektalne riječi pinza, što znači „stezaljka”, usporedivo s modernim talijanskim pinze – „kliješta, štipaljke, pinceta”. Ta riječ potječe od latinske riječi pinsere, što znači „udarati, gnječiti”.[17]

- Langobardsku riječ bizzo ili pizzo, što znači „zalogaj”, koju su Langobardi donijeli u Italiju sredinom 6. stoljeća.[18][19] Promjena suglasnika [b] u [p] mogla bi se objasniti germanskom glasovnom promjenom, a u tom kontekstu ističe se i da njemačka riječ Imbiss znači „užina” ili „međuobrok”.

Mala pizza ponekad se naziva pizzetta. Osoba koja priprema pizzu poznata je kao pizzaiolo.
Riječ pizza ušla je u engleski jezik iz talijanskog 1930-ih godina; prije nego što je postala široko poznata, Englezi su pizzu zvali „tomato pie” („pita od rajčice”). Neke regionalne varijante pizze i danas koriste taj naziv.

## Povijest
Zapisi o jelima sličnima pizzi mogu se pronaći kroz čitavu povijest antičkog svijeta. U 6. stoljeću pr. Kr., perzijski vojnici iz Ahemenidskog Carstva za vladavine Darija Velikog pekli su ravne kruhove s dodatkom sira i datulja na svojim borbenim štitovima. Stari Grci također su obogaćivali svoj kruh uljem, začinskim biljem i sirom.
Jedna od najranijih književnih referenci na hranu nalik pizzi nalazi se u Eneidi, kada Celaeno, kraljica Harpija, proriče da Trojanci neće pronaći mir dok ih glad ne natjera da „pojedu svoje stolove” (Knjiga III). U Knjizi VII, Eneja i njegovi ljudi bivaju posluženi obrokom koji uključuje okrugle lepinje (poput pite) nadjevene kuhanim povrćem. Kada pojedu kruh, shvaćaju da su to upravo „stolovi” koje je prorekla Celaeno.
Godine 2023. arheolozi su u Pompejima otkrili fresku koja prikazuje jelo nalik na pizzu među ostalim prehrambenim namirnicama na srebrnom pladnju. Talijanski ministar kulture zaključio je kako to predstavlja dalekog pretka suvremene pizze.
Suvremena pizza razvila se iz sličnih jela od ravnog kruha u Napulju tijekom 18. ili ranog 19. stoljeća. Prije toga, kruh se često nadopunjavao sastojcima poput češnjaka, soli, masti i sira. Nije posve jasno kada su se rajčice prvi put počele koristiti kao sastojak – postoje brojna i proturječna tumačenja – no svakako to nije moglo biti prije 16. stoljeća i kolumbijske razmjene (en) hrane između Europe i Sjeverne Amerike. Pizza se prodavala na otvorenim štandovima i u pekarama specijaliziranim za pizzu sve do oko 1830. godine, kada su napuljske pizzerije počele uvoditi stanze – prostorije s stolovima gdje su gosti mogli konzumirati pizzu na licu mjesta.
Popularna legenda kaže da je arhetipska pizza, pizza Margherita, nastala 1889. godine kada je Kraljevska palača u Capodimonteu naručila od napuljskog pizzaiola Raffaelea Esposita da pripremi pizzu u čast kraljice Margherite, koja je tada posjećivala Napulj. Od triju pizza koje je pripremio, kraljici se navodno najviše svidjela ona u bojama talijanske zastave – crvena (rajčica), bijela (mozzarella) i zelena (bosiljak). Ova pizza je stoga navodno nazvana po kraljici, a pismo priznanja od kraljičinog dvorskog osoblja i danas se nalazi u Espositovoj tadašnjoj radionici, danas poznatoj kao Pizzeria Brandi. Ipak, kasnija istraživanja dovela su u pitanje autentičnost te priče, ukazujući na to da nijedan tadašnji medij nije izvještavao o posjetu, te da se cijela priča i naziv Margherita prvi put šire tek 1930-ih i 1940-ih godina.
Pizzu su u Sjedinjene Američke Države donijeli talijanski imigranti krajem 19. stoljeća, a prvi se put pojavila u četvrtima u kojima su se Talijani koncentrirali. Prva američka pizzerija, Lombardi’s, otvorena je 1905. godine u New Yorku. Italijansko-američki imigranti prenosili su pizzu sa sobom s istoka na zapad SAD-a, a odatle se američka verzija proširila i u ostatak svijeta.
Udruga prave napuljske pizze neprofitna je organizacija osnovana 1984. godine sa sjedištem u Napulju, s ciljem promicanja tradicionalne napuljske pizze. Godine 2009., na zahtjev Italije, napuljska pizza registrirana je kao zajamčeno tradicionalni specijalitet (TSG) pri Europskoj uniji, a 2017. godine umijeće njene pripreme uvršteno je na UNESCO-v popis nematerijalne svjetske kulturne baštine.

## Vrste pizza
Postoji mnogo vrsta pizza. Najčešće vrste su:
- Margherita – rajčica i sir, ulje (prema izvornom receptu začinjena bosiljkom)
- Capricciosa/Mista, tj. miješana – rajčica, sir, šunka, gljive, masline
- Vesuvio – rajčica, sir, šunka
- Funghi – rajčica, sir, gljive
- Napolitana – rajčica, sir, slani inćuni, kapari
- Quattro formaggi – mozzarella, i još tri vrste sira po izboru između nekih od vrsta gorgonzole, ementalera, edamera, gaude
- Vegetariana – vegetarijanska pizza – rajčica, sir, razno povrće
- Hawaii – rajčica, šunka, gljive, sir, ananas
- Marinara – rajčica, češnjak, origano, ulje
- Prosciutto crudo, tj. pizza s pršutom – rajčica, sir, pršut
- Bianca – sir, šunka/slanina, vrhnje
- Picante – rajčica, sir, šunka, gljive, panceta, ljuti feferoni
- Al tonno, tj. pizza s tunom – rajčica, sir, tuna, luk, masline
- Frutti di mare, tj. pizza s plodovima mora – rajčica, sir, školjke, repići kozica, srdele, maslinovo ulje,  peršin, maslina
- Calzone – preklopljena pizza s umakom od rajčica i raznim dodacima

## Vanjske poveznice

### Sestrinski projekti
|  | Zajednički poslužitelj ima stranicu o temi pizza    |
|  | Zajednički poslužitelj ima još gradiva o temi pizza |